# Vleugel (scheepvaart)
Een vleugel is op een traditioneel zeilschip onderdeel van de vlagvoering. Het heeft de vorm van een lange wimpel en is in de top van een mast met behulp van een scheerhout draaibaar gemonteerd en geeft daarmee de windrichting aan ten opzichte van de vaarrichting van het schip.  De combinatie van mastwortel, scheerhout en vleugel wordt ook wel tuigje genoemd.

## Uitvoering
De lengte en kleur van de vleugel op een houten mast zorgen voor een kenmerkend beeld van een traditioneel schip in een haven. Aan de uitvoering zijn geen vaste regels gebonden (ook niet in de criteria van de Stichting Stamboek Ronde en Platbodemjachten) en veel uitvoeringen kom je tegen. Als vuistregel geldt dat de lengte van de vleugel in verhouding staat met de breedte van het schip, namelijk ongeveer de helft. Vaak wordt aangehouden dat een blauwe vleugel wordt gebruikt op werkschepen of in beroepsvaart, zoals de bruine vloot, en een rode vleugel voor pleziervaart. Een vleugel is ook vaak voorzien van een franje langs de rand.